# Cteniogenys
Cteniogenys — викопний рід прісноводних плазунів ряду хорістодер (Choristodera). Рештки було знайдено в пізньоюрських породах Португалії та США та в середньоюрських покладах Великої Британії.

## Опис
Діагноз: контакт між передщелепними й носовими втрачено; очні ямки відчутно звужені й видовжені відносно черепа; лобні прямокутні, каудальний кінець розташовано дещо каудально відносно краніальних стінок очних ямок; дорсальний відросток верхньощелепної яскраво виражений, розташовано цілком у краніальній частині кістки, дорсально дещо відігнутий усередину; передлобна коротка, широка, має видовжений піднебінний відросток. Від прогресивних Neochoristodera відрізняється наявністю розділених заочної й передлобної, обидві з яких належать до обідка очної ямки; квадратної зі слабко вираженим квадратно-виличним відростком; короткі й зазубрені зуби з країв щелеп; основи зубів із великими ямками для замінних зубів, але не мають базальних складок пліцидентину.
Cteniogenys - доволі невелика тварина близько 25-50 сантиметрів завдовжки.